# Цзиньчжоу (стадион)
Стадион Цзиньчжоу (кит. упр. 金州体育场) — многофункциональный стадион в Даляне, провинция Ляонин, КНР. В настоящее время в основном используется для проведения футбольных матчей. Название стадиона — это название района, в котором он находится (Цзиньчжоу). Вмещает 30,775 зрителей. Является домашним стадионом для команд китайской Суперлиги «Далянь Шидэ».

## История
Старый стадион Цзиньчжоу был построен в 1958 году. На момент открытия вмещал 12 тыс.зрителей и был только футбольным стадионом. После провозглашения в Китае политики «реформ и открытости» постепенно перестал соответствовать современным требованиям и к 1990-м годам было принято решение его модернизировать. Реконструкция велась с 26 октября 1996 года по 18 июня 1997 года. В 2007 году вновь частично модернизирован — появилось новое табло, поставлено современное оборудование для телетрансляций, обновлены посадочные места.
Стадион принимал отборочные матчи к чемпионату мира 1998 года — 31 октября 1997 года на стадионе проходил матч между сборными Китая и Катара. В драматичном поединке китайская команда проиграла 2-3. В групповом турнире Китай одержал 3 победы, 2 матча сыграл вничью и в 3 матчах уступил, в итоге не смог пробиться на Кубок мира, а за Цзиньчжоу закрепилось название «Цзиньчжоу слезам не верит».
На стадионе проводятся крупные торжественные мероприятия г. Даляня, концерты.